# Pawieł Afanasjew (wojskowy)
Pawieł Aleksandrowicz Afanasjew (ros. Павел Александрович Афанасьев, ur. 16 grudnia 1922 we wsi Krutincy w guberni tulskiej (obecnie w obwodzie tulskim), zm. 26 listopada 1990 w Moskwie) – radziecki wojskowy, generał major, Bohater Związku Radzieckiego (1944).

## Życiorys
Pracował w kołchozie w rodzinnej wsi, m.in. jako brygadzista i kierownik czytelni, 1941–1942 był sekretarzem sielsowietu. 
Od lutego 1942 służył w Armii Czerwonej, w maju 1942 ukończył szkołę pułkową, a w październiku 1942 kursy młodszych poruczników 61 Armii i został dowódcą plutonu kursantów, w grudniu 1942 został skierowany na front wojny z Niemcami. Jako zastępca dowódcy i dowódca kompanii oraz zastępca dowódcy batalionu 37 gwardyjskiego pułku piechoty walczył na Froncie Zachodnim (grudzień 1942–luty 1943), Briańskim (luty–sierpień 1943), Centralnym (wrzesień–październik 1943), Białoruskim (październik 1943–luty 1944) i 1 Białoruskim (kwiecień–lipiec 1944). Uczestniczył m.in. w operacji orłowskiej, czernihowsko-prypeckiej, homelsko-rzeczyckiej, kalenkowicko-mozyrskiej i brzesko-lubelskiej.
15 lipca 1943 został ranny w walkach w obwodzie orłowskim. Szczególnie wyróżnił się przy forsowaniu Dniepru 29 września 1943 w obwodzie czernihowskim, gdy dowodzona przez niego kompania uchwyciła przyczółek w rejonie wsi Lubecz i odparła wiele ataków przeciwnika, a sam Afanasjew osobiście zabił 15 hitlerowców. 
W grudniu 1944 ukończył kursy doskonalenia dowódców batalionów 1 Frontu Białoruskiego, od grudnia 1944 do marca 1945 jako dowódca batalionu 37 gwardyjskiego pułku piechoty 1 Frontu Białoruskiego brał udział w operacji warszawsko-poznańskiej i pomorskiej.
Od marca do maja 1945 jako zastępca szefa sztabu grupy operacyjnej 1 Frontu Białoruskiego uczestniczył w likwidacji band na tyłach frontu i w operacji berlińskiej, po czym został oficerem w komendanturze wojskowej Berlina.
Po powrocie do ZSRR, w latach 1950–1951, był szefem działu w obwodowej komendanturze wojskowej w Uljanowsku. 
W 1955 ukończył Akademię Wojskową im. Frunzego i został szefem wydziału operacyjnego i zastępcą szefa sztabu 69 Dywizji w Białomorskim Okręgu Wojskowym/Północnym Okręgu Wojskowym/Leningradzkim Okręgu Wojskowym (w Wołogdzie), od listopada 1967 do grudnia 1970 był delegowany do Egiptu jako starszy doradca wojskowy dowódcy dywizji piechoty, 1970–1984 był szefem wydziału języków zachodnich Wojskowego Instytutu Języków Obcych, następnie zakończył służbę wojskową. 
Został pochowany na Cmentarzu Trojekurowskim.

## Awanse
- porucznik (6 października 1942)
- starszy porucznik (25 maja 1943)
- kapitan (6 marca 1944)
- major (7 maja 1945)
- podpułkownik (3 listopada 1949)
- pułkownik (15 grudnia 1955)
- generał major (25 kwietnia 1975)

## Odznaczenia
- Złota Gwiazda Bohatera Związku Radzieckiego (15 stycznia 1944)
- Order Lenina (15 stycznia 1944)
- Order Czerwonego Sztandaru (14 maja 1970)
- Order Wojny Ojczyźnianej I klasy (11 marca 1985)
- Order Wojny Ojczyźnianej II klasy (23 kwietnia 1945)
- Order Czerwonej Gwiazdy (19 lipca 1943)
- Medal „Za zasługi bojowe” (dwukrotnie, 24 czerwca 1948 i 13 czerwca 1952)
- Medal „Za zwycięstwo nad Niemcami w Wielkiej Wojnie Ojczyźnianej 1941–1945”
- Medal „Za wyzwolenie Warszawy”
- Medal „Za zdobycie Berlina”
- Medal „Za rozwój dziewiczych ziem”
- Medal „Weteran Sił Zbrojnych ZSRR”

I odznaczenia zagraniczne.